# Gmina Trzebiechów
Die Gmina Trzebiechów ist eine Landgemeinde im Powiat Zielonogórski der Woiwodschaft Lebus in Polen. Ihr Sitz ist das gleichnamige Dorf (deutsch Trebschen) mit etwa 920 Einwohnern.

## Geographie
Die Gemeinde liegt, etwa 15 Kilometer von der Kreisstadt Zielona Góra (Grünberg in Schlesien) entfernt, in der Neumark im Urstromtal der Oder.

## Gliederung
Zur Landgemeinde Trzebiechow (gmina wiejska) gehören elf Dörfer (deutsche Namen bis 1945) mit Schulzenämtern (sołectwa):
| - Trzebiechów (Trebschen, Friedrichshuld) - Borek (Bork) - Gębice (Gebietze, 1941–1945 Siedlersruh) - Głuchów (Glauchow) | - Ledno-Głęboka (Lodenberg und Oderthal) - Mieszkowo (Mühldorf) - Ostrzyce (Ostritz) - Podlegórz (Padligar, 1937–1945 Obraberg) | - Radowice (Radewitsch, 1937–1945 Früchtenau) - Swarzynice (Schwarmitz) |

Siedlungen ohne Schulzenamt sind die Waldsiedlung Trzebiechów und Sadowo (Schanze).